# Waldsassen
Waldsassen est une ville allemande de l'arrondissement de Tirschenreuth, dans le district du Haut-Palatinat, en Bavière. Elle est bien connue pour l'abbaye de Waldsassen et son église conventuelle en style baroque.

## Géographie
La ville est située dans la plaine alluviale de la Wondreb s'étendant du Fichtelgebirge à la forêt du Haut-Palatinat. Entourée des forêts, Waldsassen se trouve dans le nord-est du Haut-Palatinat, près de la frontière tchèque. 
La ville d'Egra (Cheb) en Tchéquie est située à environ dix kilomètres au nord. Le centre-ville de Waldsassen se trouve à 53 km à l'est de Bayreuth, à 153 km à l'ouest de Prague, à 215 km au nord-nord-est de Munich et à 291 km au sud-sud-ouest de Berlin.
Waldsassen est une station sur la route EuroVelo 13 (EV 13) longeant l'ancien rideau de fer.

### Quartiers
En plus du centre-ville, le territoire communal comprend 20 localités :
| - Egerteich - Glasmühle - Glaswies - Groppenheim - Hatzenreuth - Hundsbach - Kappl | - Kondrau - Mammersreuth - Mitterhof - Münchenreuth - Naßgütl - Netzstahl - Neusorg | - Pechtnersreuth - Pfudermühle - Querenbach - Schloppach - Schottenhof - Wolfsbühl |

## Histoire

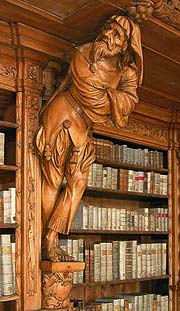
Statue dans la Bibliothèque.

Le lieu fut mentionné pour la première fois dans un acte du 1er octobre 1133, lorsque Diepold III de Vohbourg (1075–1146), margrave bavarois du Nordgau, appela des moines de Völkenroda en Thuringe pour fonder l'abbaye cistercienne de Waldsassen. Située à l'extrême nord du duché de Bavière, près des frontières avec la Bohême et les pays franconiens, le couvent se transforme au fil des siècles de plus en plus en une position clé pour le développement spirituel de cette région. 
En 1214, Waldsassen obtient le statut d'abbaye impériale ; néanmoins, vers la fin du Moyen Âge, le monastère est tombé sous le pouvoir d'Othon II de Wittelsbach, comte de Palatinat-Mosbach-Neumarkt depuis 1461. Après son décès en 1499, le domaine de Waldsassen revient à ses cousins, les comtes palatins du Rhin. 
Au cours de la Réforme protestante, l'abbaye cistercienne fut supprimée en 1571. Au XVIIe siècle, des fabricants de tissus calvinistes s'installèrent en dehors des bâtiments monastiques. Pendant la Contre-Réforme, en 1661, des moines cisterciens, venus de Fürstenfeld, fondèrent une nouvelle fraternité à Waldsassen qui reprend le statut d'abbaye en 1690. À nouveau sécularisé par le recès d'Empire en 1803, le domaine du monastère fait partie du royaume de Bavière à partir de 1806.

## Monuments
- Abbaye de Waldsassen, abbaye cistercienne avec sa Stiftsbasilika, basilique baroque construite d'après les plans de Georg Dientzenhofer au début du XVIIIe siècle. Elle mesure plus de 93 mètres de longueur et le chœur occupe plus du tiers de la surface. La décoration est très riche : stucs de G.B. Carlone, maître-autel en marbre rouge et noir avec retable sculpté, stalles.
- La bibliothèque : remarquable par la décoration des rayonnages, les dix statues grandeur nature qui supportent la galerie. C'est un chef-d'œuvre de l'art baroque.

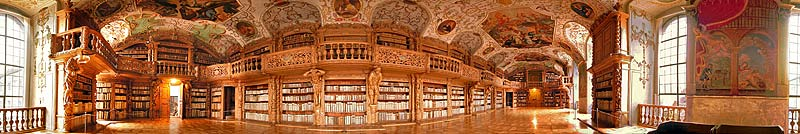
Vue panoramique de la bibliothèque

- Le Stiftlandmuseum : musée des traditions populaires.

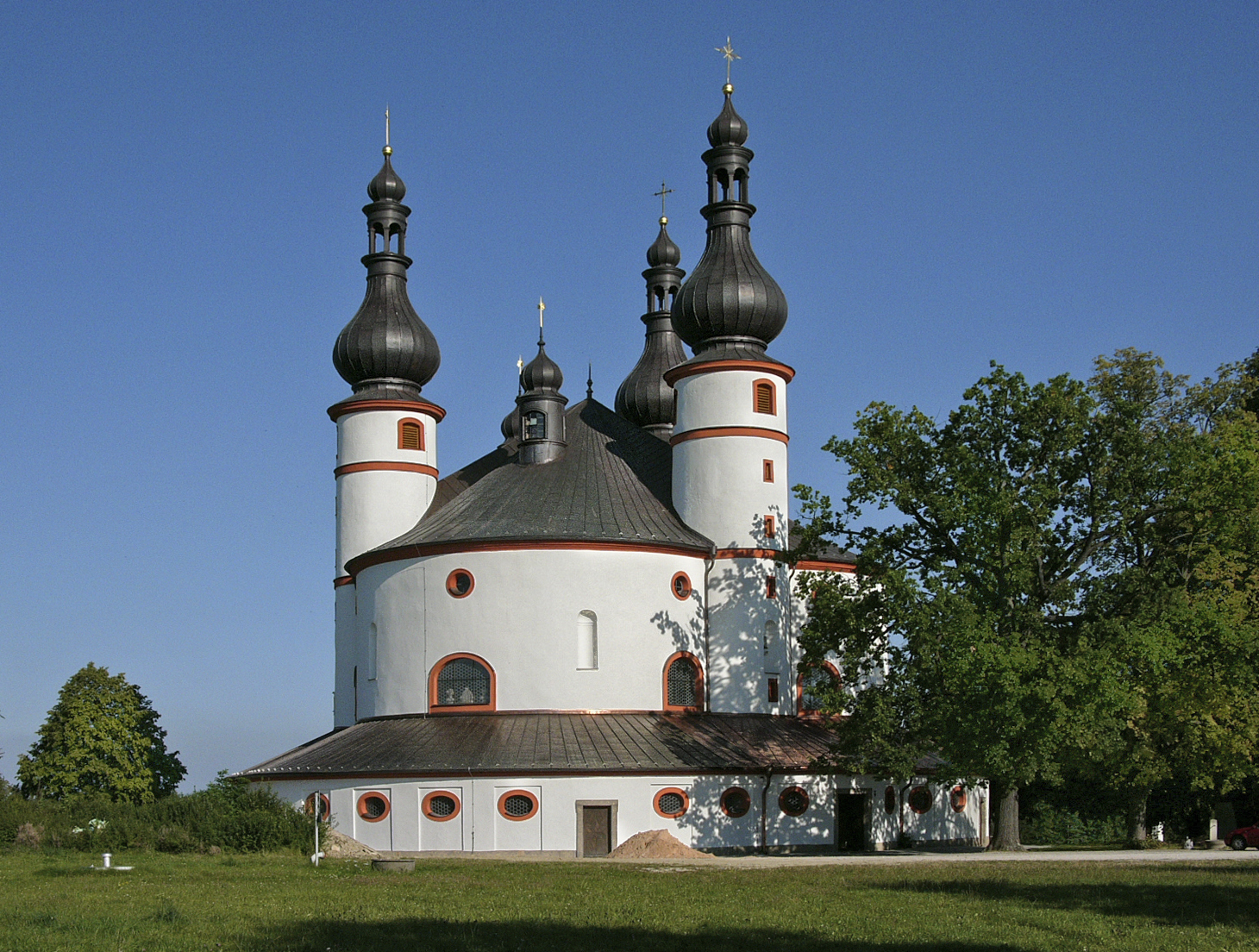
Kappel.

- À 6 km au nord : la Kappell, autre église baroque à trois bulbes, isolée dans un site champêtre, est dédiée à la Sainte-Trinité. Elle fut construite par Georg Dientzenhofer en 1689.

## Personnalités nées à Waldsassen
- Johann Karl Stilp (1668–1735), sculpteur ;
- Michael Doeberl (1861–1928), historien et diplomate ;
- Walter Stang (1895–1945), dramaturge, publiciste et homme politique ;
- Otto Freundl (1912–1982), homme politique ;
- Florian Gaag (né en 1971), cinéaste ;
- Dietmar Hamann (né en 1973), footballeur.

## Jumelages
- Marcoussis (France) depuis 1970
- Pencoed (Pays de Galles) depuis 1987
- Chodov (Tchéquie) depuis 2015